# Drymeia minutifica
Drymeia minutifica är en tvåvingeart som beskrevs av Xue och Wang 2007. Drymeia minutifica ingår i släktet Drymeia och familjen husflugor. Inga underarter finns listade i Catalogue of Life.